# Liste der denkmalgeschützten Objekte in Reichenau an der Rax
Die Liste der denkmalgeschützten Objekte in Reichenau an der Rax enthält die 48 denkmalgeschützten, unbeweglichen Objekte der Marktgemeinde Reichenau an der Rax im niederösterreichischen Bezirk Neunkirchen.

## Denkmäler
| Foto |                 | Denkmal                                                                                            | Standort                                                                                          | Beschreibung | Metadaten |
| ---- | --------------- | -------------------------------------------------------------------------------------------------- | ------------------------------------------------------------------------------------------------- | --- | --- |
| ja   | Datei hochladen | Anlage Schloss Hinterleiten/Rothschild HERIS-ID: 113762seit 2021                                   | Hinterleiten 22 Standort KG: Grünsting                                                            | Das Schloss wurde 1884–1889 von Bauqué und Pio für Nathaniel Meyer von Rothschild errichtet, allerdings in der geplanten Form nicht fertiggestellt und diente die meiste Zeit seiner Geschichte als Sanatorium oder Invalidenheim. Es besteht aus zwei Teilen, einem Hauptgebäude in einem an Louis-treize angelehnten Stil mit elaborierter Dachlandschaft, und einem Personaltrakt im Landhausstil. | BDA-Hist.: Q2243233 Status: Bescheid Stand der BDA-Liste: 2025-06-30 Name: Anlage Schloss Hinterleiten/ Rothschild GstNr.: 258/4 Schloss Rothschild                                                            |
| ja   | Datei hochladen | Kongregation der Barmherzigen Schwestern vom hl. Vincenz von Paul HERIS-ID: 70416 Objekt-ID: 83532 | Edlach 35 Standort KG: Hirschwang                                                                 | 1883 auf Initiative von Gräfin Marie Stolberg-Stolberg von Andreas Huber als Kinderasyl erbaut. Ein eingeschoßiger Bau mit Satteldach, 1903 von Alexander Seebacher erweitert. Im Süden die angestellte Klosterkapelle Hl. Familie. Ein neogotischer Bau mit Dachreiter, der 1889 geweiht wurde. | BDA-Hist.: Q38125052 Status: § 2a Stand der BDA-Liste: 2025-06-30 Name: Kongregation d. Barm. Schwestern v. hl. Vincenz v. Paul GstNr.: .61/1, .61/2                                                           |
| ja   | Datei hochladen | Ehemaliger Floßofen HERIS-ID: 33759 Objekt-ID: 31492                                               | Edlach 26 Standort KG: Hirschwang                                                                 | Um 1716 erbaut, 1793 erweitert, 1862 eingestellt und an die Hauptgewerkschaftliche Werks- und Forstarbeiterbruderlade verkauft (1868 Entfernung des Ofenstockes und Adaptierung zu Wohnzwecken), eine der ältesten Ofenanlagen in Österreich, eingeschoßiger verputzter Bruchsteinbau unter Pyramidenstumpfdach mit Schlotspitze aus Ziegelmauerwerk | BDA-Hist.: Q37953832 Status: Bescheid Stand der BDA-Liste: 2025-06-30 Name: Ehem. Floßofen GstNr.: .57/2 |
| ja   | Datei hochladen | Finkbrücke HERIS-ID: 70388 Objekt-ID: 83502                                                        | bei Richard von Schoeller-Straße 4 Standort KG: Hirschwang                                        | 1927 erbaut, stichbogiger Fachwerkbau in Stahlbeton mit Eisengitterbrüstung und vier Begrenzungspfeilern | BDA-Hist.: Q38125006 Status: § 2a Stand der BDA-Liste: 2025-06-30 Name: Finkbrücke GstNr.: 383/1, 369/3 |
| ja   | Datei hochladen | Einstiegshäuschen der 1. Wiener Hochquellenwasserleitung HERIS-ID: 70407 Objekt-ID: 83521          | bei Lokalbahn-Straße 6 Standort KG: Hirschwang                                                    | Die I. Wiener Hochquellenwasserleitung ist ein Teil der Wiener Wasserversorgung und war die erste Versorgung von Wien mit einwandfreiem Trinkwasser. Nach vierjähriger Bauzeit wurde die 95 Kilometer lange Leitung am 24. Oktober 1873 eröffnet. Das Einstiegshäuschen trägt die Nummer 2. | BDA-Hist.: Q64765513 Status: § 2a Stand der BDA-Liste: 2025-06-30 Name: Einstiegshäuschen der 1. Wiener Hochquellwasserleitung GstNr.: 26/2 I. Wiener Hochquellenwasserleitung (Reichenau an der Rax)          |
| ja   | Datei hochladen | Henriettenkapelle HERIS-ID: 70386 Objekt-ID: 83500                                                 | Emil von Linhart-Gasse 8 Standort KG: Hirschwang                                                  | Ein neugotischer Saalbau mit polygonalem Giebelreiter, der 1902 im Auftrag der Werksdirektion Schoeller und Co. zum Andenken an Henriette Siedenburg, Schwiegermutter Richard von Schoellers, von Oskar Laske nach Plänen von Franz von Neumann errichtet wurde; seit 1995 Kapelle der evangelischen Pfarrgemeinde Naßwald A.B. | BDA-Hist.: Q38124987 Status: § 2a Stand der BDA-Liste: 2025-06-30 Name: Henriettenkapelle GstNr.: .6/62 Henriettenkapelle Hirschwang                                                                           |
| ja   | Datei hochladen | Henriettenbrücke HERIS-ID: 70387 Objekt-ID: 83501                                                  | bei Emil von Linhart-Gasse 8 Standort KG: Hirschwang                                              | Die Henriettenbrücke wurde 1902 von der Brückenbauanstalt I(gnaz) Gridl (bezeichnet) als Eisenfachwerkkonstruktion erbaut. | BDA-Hist.: Q38124996 Status: § 2a Stand der BDA-Liste: 2025-06-30 Name: Henriettenbrücke GstNr.: 383/1, 42/2, 42/1                                                                                             |
| ja   | Datei hochladen | Wartholzkreuz HERIS-ID: 34863 Objekt-ID: 33306                                                     | Standort KG: Hirschwang                                                                           | Tabernakelpfeiler mit Steinkreuzspitze, 4. Viertel des 15. Jahrhunderts | BDA-Hist.: Q37960559 Status: Bescheid Stand der BDA-Liste: 2025-06-30 Name: Wartholzkreuz GstNr.: 337 Wartholzkreuz, Reichenau                                                                                 |
| ja   | Datei hochladen | Ehem. Wasseraufseherhaus, Wasserleitungsmuseum HERIS-ID: 70846 Objekt-ID: 83986                    | Kaiserbrunn 5a (neues Museum) Standort KG: Hirschwanger Forst                                     | Das ehemalige Wasseraufseherhaus wurde 1875 erbaut und ist seit 1973 das Wasserleitungsmuseum. Es ist ein eingeschoßiger Quaderbau mit Satteldach. (Zur I. Wiener Hochquellenwasserleitung siehe hier) | BDA-Hist.: Q64765524 Status: § 2a Stand der BDA-Liste: 2025-06-30 Name: Ehem. Wasseraufseherhaus, Wasserleitungsmuseum GstNr.: 21/4 Wasserleitungsmuseum Kaiserbrunn                                           |
| ja   | Datei hochladen | Einstiegshäuschen HERIS-ID: 70843 Objekt-ID: 83983                                                 | neben Kaiserbrunn 5a Standort KG: Hirschwanger Forst                                              | Die I. Wiener Hochquellenwasserleitung ist ein Teil der Wiener Wasserversorgung und war die erste Versorgung von Wien mit einwandfreiem Trinkwasser. Nach vierjähriger Bauzeit wurde die 95 Kilometer lange Leitung am 24. Oktober 1873 eröffnet. Das Einstiegshäuschen trägt die Nummer 1. | BDA-Hist.: Q64765520 Status: § 2a Stand der BDA-Liste: 2025-06-30 Name: Einstiegshäuschen GstNr.: 21/4 I. Wiener Hochquellenwasserleitung (Reichenau an der Rax)                                               |
| ja   | Datei hochladen | Wasserschloss HERIS-ID: 70842 Objekt-ID: 83982                                                     | in der Nähe Kaiserbrunn 5a Standort KG: Hirschwanger Forst                                        | Das Gebäude wurde 1872 als Quellenfassung des Kaiserbrunnens erbaut. Es ist ein Quaderbau mit Inschriftenattika, Eckstrebepfeilern und flachbogigem Portal. (Zur I. Wiener Hochquellenwasserleitung als solcher siehe hier) | BDA-Hist.: Q64765517 Status: § 2a Stand der BDA-Liste: 2025-06-30 Name: Wasserschloss GstNr.: 22/14 I. Wiener Hochquellenwasserleitung (Reichenau an der Rax)                                                  |
| ja   | Datei hochladen | Zumesskammer HERIS-ID: 70844 Objekt-ID: 83984                                                      | Standort KG: Hirschwanger Forst                                                                   | Die Zumesskammer wurde 1930/31 errichtet. | BDA-Hist.: Q64765522 Status: § 2a Stand der BDA-Liste: 2025-06-30 Name: Zumesskammer GstNr.: 19 |
| ja   | Datei hochladen | Wehranlage HERIS-ID: 70849 Objekt-ID: 83990                                                        | Höllental Straße (B 27), gegenüber der Talstation der Raxseilbahn Standort KG: Hirschwanger Forst | Die Wehranlage wurde Anfang des 20. Jahrhunderts von der Firma Ignaz Gridl zur Ableitung des Werkskanals von der Schwarza erbaut. (Zur I. Wiener Hochquellenwasserleitung als solcher siehe hier) | BDA-Hist.: Q64765526 Status: § 2a Stand der BDA-Liste: 2025-06-30 Name: Wehranlage GstNr.: 43 Wehranlage Schwarza, Hirschwang                                                                                  |
| ja   | Datei hochladen | Hochstegaquädukt HERIS-ID: 93335 Objekt-ID: 108351                                                 | Standort KG: Hirschwanger Forst                                                                   | Der unterwölbte Konglomeratquaderbau wurde 1887/94 errichtet. Er überquert zwischen Großem Höllental und Kaiserbrunn die Schwarza. (Zur I. Wiener Hochquellenwasserleitung als solcher siehe hier) Anmerkung: Objekt ist teilweise identisch mit der 83987, 129176 sowie 129177 und betrifft den Teil am linksseitigen Schwarzaufer (von den Grundstücksnummer 47/1, 44 und 15/6 mal abgesehen, die lt. Objektbezeichnung nicht zuordenbar sind). | BDA-Hist.: Q37761992 Status: § 2a Stand der BDA-Liste: 2025-06-30 Name: Hochstegaquädukt GstNr.: 47/1, 44, 15/6, 43 I. Wiener Hochquellenwasserleitung (Reichenau an der Rax)                                  |
| ja   | Datei hochladen | Teil der 1. Wiener Hochquellenleitung HERIS-ID: 111359 Objekt-ID: 129175                           | Kaiserbrunn Standort KG: Hirschwanger Forst                                                       | Die I. Wiener Hochquellenwasserleitung ist ein Teil der Wiener Wasserversorgung und war die erste Versorgung von Wien mit einwandfreiem Trinkwasser. Nach vierjähriger Bauzeit wurde die 95 Kilometer lange Leitung am 24. Oktober 1873 eröffnet. | BDA-Hist.: Q64765562 Status: Bescheid Stand der BDA-Liste: 2025-06-30 Name: Teil der 1. Wiener Hochquellenleitung GstNr.: 21/4, 22/14 I. Wiener Hochquellenwasserleitung (Reichenau an der Rax)                |
| ja   | Datei hochladen | Kaiserbrunnkapelle, Schnepfkapelle HERIS-ID: 80521 Objekt-ID: 94263                                | südlich Kaiserbrunn 6 Standort KG: Hirschwanger Forst                                             | 1866 erbaut, neogotischer Bruchsteinbau mit Dreiseitschluss und Satteldach mit Dachreiter | BDA-Hist.: Q38173992 Status: § 2a Stand der BDA-Liste: 2025-06-30 Name: Kaiserbrunnkapelle, Schnepfkapelle GstNr.: .4 Schnepfkapelle (Hirschwanger Forst)                                                      |
| ja   | Datei hochladen | Teil der 1. Wiener Hochquellenleitung, Hochsteg HERIS-ID: 111360 Objekt-ID: 129176                 | Schwarzaufer nach Hochstegbrücke Standort KG: Hirschwanger Forst                                  | Die I. Wiener Hochquellenwasserleitung ist ein Teil der Wiener Wasserversorgung und war die erste Versorgung von Wien mit einwandfreiem Trinkwasser. Die Quellen des oberen Schwarzatals wurden erst in den mittleren 1890ern an die 1873 eröffnete Leitung angeschlossen. Der Teilabschnitt verläuft neben der Höllentalbundesstraße. Anmerkung: Lt. Grundstücksnummer befindet sich in diesem Bereich (Grundstück zwischen linksseitigem Schwarzaufer und Straße) nur das Hochstegaquädukt und ein kleiner Tunnelbereich der Hochquellenwasserleitung und daher teilweise identisch mit der 83987, 108351 sowie 129177. | BDA-Hist.: Q37823575 Status: Bescheid Stand der BDA-Liste: 2025-06-30 Name: Teil der 1. Wiener Hochquellenleitung, Hochsteg GstNr.: 15/5 I. Wiener Hochquellenwasserleitung (Reichenau an der Rax)             |
| ja   | Datei hochladen | Raxseilbahn (Talstationsgebäude, Bergstationsgebäude, 5 Stützen) HERIS-ID: 22445 Objekt-ID: 18778  | Dr. Ewald Bing-Straße 3 / Kleinau 14 Standort KG: Klein- und Großau                               | 1. Seilschwebebahn Österreichs, 1925/26 nach System Zuegg von der Firma Adolf Bleichert & Co. entworfen, errichtet von der Bauabteilung der Wiener Baukreditbank, Gesamtlänge 2160 m, Höhenunterschied 1018 m, mittlere Steigung 280 m | BDA-Hist.: Q2133803 Status: Bescheid Stand der BDA-Liste: 2025-06-30 Name: Raxseilbahn (Talstationsgebäude, Bergstationsgebäude, 5 Stützen) GstNr.: .169, 957/13, 957/14, 1095, 954/5, 954/4, 1094 Raxseilbahn |
| ja   | Datei hochladen | Kath. Pfarrkirche zum Hl. Geist HERIS-ID: 73997 Objekt-ID: 87383                                   | Edlach 100b Standort KG: Klein- und Großau                                                        | Der Kirchenbau wurde 1938 durch Robert Kramreiter geplant und 1939 fertiggestellt. | BDA-Hist.: Q26709795 Status: Bescheid Stand der BDA-Liste: 2025-06-30 Name: Kath. Pfarrkirche zum Hl. Geist GstNr.: 21/3 Pfarrkirche Edlach an der Rax                                                         |
| ja   | Datei hochladen | Sog. Huthaus, Glockenhaus am Knappenberg HERIS-ID: 34175 Objekt-ID: 32171                          | Kleinau 23 Standort KG: Klein- und Großau                                                         | 1776 erbaut durch das Stift Neuberg, ehemaliges Versammlungs- und Bethaus der Bergknappen, bis zur Einstellung des Bergbaus 1899 in Verwendung, zweigeschoßiger Bau mit Schopfwalmdach und Dachreiter | BDA-Hist.: Q37956822 Status: Bescheid Stand der BDA-Liste: 2025-06-30 Name: Sog. Huthaus, Glockenhaus am Knappenberg GstNr.: .65 Huthaus, Glockenhaus am Knappenberg, Reichenau an der Rax                     |
| ja   | Datei hochladen | Hochstegaquädukt HERIS-ID: 70847 Objekt-ID: 83987                                                  | Standort KG: Klein- und Großau                                                                    | Der unterwölbte Konglomeratquaderbau wurde um 1887/94 errichtet. Er überquert zwischen Großem Höllental und Kaiserbrunn die Schwarza. Anmerkung: Lt. Objektbezeichnung identisch mit der 108351, 129176 sowie 129177 und betrifft den Mittelteil des Hochstegaquädukt (von der Grundstücksnummer 950/7 mal abgesehen, die einen anderen Bereich, wo kein Hochstegaquädukt ist, abdeckt). | BDA-Hist.: Q38126157 Status: § 2a Stand der BDA-Liste: 2025-06-30 Name: Hochstegaquädukt GstNr.: 1086/1, 950/7                                                                                                 |
| ja   | Datei hochladen | Inschriftpfeiler HERIS-ID: 70806 Objekt-ID: 83943                                                  | Höllental Straße (B 27) Standort KG: Klein- und Großau                                            | 1893 anlässlich des Anschlusses der Höllentalquellen an die I. Wiener Hochquellenwasserleitung errichtet. | BDA-Hist.: Q19883358 Status: § 2a Stand der BDA-Liste: 2025-06-30 Name: Inschriftpfeiler GstNr.: 951/2 Höllentalquellen-Denkmal                                                                                |
| ja   | Datei hochladen | Drei Portraitbüsten HERIS-ID: 70807 Objekt-ID: 83944                                               | Standort KG: Klein- und Großau                                                                    | Die drei Portraitbüsten von Johann Wolfgang von Goethe, Friedrich Schiller und Kaiser Joseph II. stammen aus dem Jahr 1905 und sind mit Blansko (ehemalige Salm’sche Eisengießerei in Blansko/Mähren) bezeichnet. Ursprünglich vor dem Schulhaus aufgestellt, wurden sie 1986 neben das Strandbad versetzt und die Postamente erneuert. | BDA-Hist.: Q38126013 Status: § 2a Stand der BDA-Liste: 2025-06-30 Name: Drei Portraitbüsten GstNr.: 40/1 |
| ja   | Datei hochladen | Alpenstrandbad HERIS-ID: 70808 Objekt-ID: 83945                                                    | Dr. Konried-Straße 3 (Freibad) Standort KG: Klein- und Großau                                     | Ein symmetrischer neoklassizistischer Bau mit Sprossentüren, der 1928 errichtet und 1987 umfangreich modernisiert wurde. | BDA-Hist.: Q38126017 Status: § 2a Stand der BDA-Liste: 2025-06-30 Name: Alpenstrandbad GstNr.: .183 |
| ja   | Datei hochladen | Teil der 1. Wiener Hochquellenleitung, Hochsteg HERIS-ID: 111361 Objekt-ID: 129177                 | Standort KG: Klein- und Großau                                                                    | Die I. Wiener Hochquellenwasserleitung ist ein Teil der Wiener Wasserversorgung und war die erste Versorgung von Wien mit einwandfreiem Trinkwasser. Die Quellen des oberen Schwarzatals wurden erst in den mittleren 1890ern an die 1873 eröffnete Leitung angeschlossen. Anmerkung: Objekt ist teilweise identisch mit der 83987, 108351 sowie 129176 und betrifft den Teil am rechtsseitigen Schwarzaufer beim Hochstegaquädukt sowie einen Tunnelteil. Weiters ist das Objekt bis auf den Bezeichnungszusatz „Hochsteg“ identisch mit 129178. | BDA-Hist.: Q37823597 Status: Bescheid Stand der BDA-Liste: 2025-06-30 Name: Teil der 1. Wiener Hochquellenleitung, Hochsteg GstNr.: 950/1 I. Wiener Hochquellenwasserleitung (Reichenau an der Rax)            |
| ja   | Datei hochladen | Teil der 1. Wiener Hochquellenleitung HERIS-ID: 111362 Objekt-ID: 129178                           | Standort KG: Klein- und Großau                                                                    | Die I. Wiener Hochquellenwasserleitung ist ein Teil der Wiener Wasserversorgung und war die erste Versorgung von Wien mit einwandfreiem Trinkwasser. Die Quellen des oberen Schwarzatals wurden erst in den mittleren 1890ern an die 1873 eröffnete Leitung angeschlossen. Anmerkung: Ist zur Gänze bis auf den Bezeichnungzusatz „Hochsteg“ identisch mit der 129177. | BDA-Hist.: Q37823631 Status: Bescheid Stand der BDA-Liste: 2025-06-30 Name: Teil der 1. Wiener Hochquellenleitung GstNr.: 950/1 I. Wiener Hochquellenwasserleitung (Reichenau an der Rax)                      |
| ja   | Datei hochladen | Bildstock HERIS-ID: 34836 Objekt-ID: 33250                                                         | Am Preiner Gscheid, nördlich des Parkplatzes Standort KG: Prein                                   | Der Bildstock auf dem Preiner Gscheid, bezeichnet 1654, wurde unter Abt Balthasar II. Huebmann von Neuberg als Grenzstein zwischen Niederösterreich und Steiermark aufgestellt. Es handelt sich um einen reliefierten Pfeiler mit Wappenkartuschen, Puttenkopf und Hochreliefs. Die Abkürzung B:A:Z:N auf dem Bildstock wird auf „Balthasar Abt zu Neuberg“ zurückgeführt. | BDA-Hist.: Q54586204 Status: Bescheid Stand der BDA-Liste: 2025-06-30 Name: Bildstock GstNr.: 395/2 Mariensäule Preiner Gscheid                                                                                |
| ja   | Datei hochladen | Kath. Pfarrkirche Pauli Bekehrung HERIS-ID: 70755 Objekt-ID: 83880                                 | Prein an der Rax 129 Standort KG: Prein                                                           | Die Kirche wurde von 1861 bis 1865 nach Plänen von Josef Fiedler durch Andreas Just nach Demolierung der baufälligen mittelalterlichen Kirche erbaut. Der einschiffige, neugotische Bau mit angedeutetem Querschiff sowie einem 40 m hohen Ostturm wurde 1866 geweiht. | BDA-Hist.: Q38125833 Status: § 2a Stand der BDA-Liste: 2025-06-30 Name: Kath. Pfarrkirche Pauli Bekehrung GstNr.: .40 Pfarrkirche Pauli Bekehrung, Prein                                                       |
| ja   | Datei hochladen | Ehem. Pfarrhof/heute Pfarrheim HERIS-ID: 34835 Objekt-ID: 33249                                    | Prein an der Rax 26 Standort KG: Prein                                                            | 1751 über zum Teil älterer Bausubstanz erbaut (urkundlich 1534 Pfarrhof), zweigeschoßig mit gemalter Ortsteinquaderung und Walmdach | BDA-Hist.: Q37960423 Status: § 2a Stand der BDA-Liste: 2025-06-30 Name: Ehem. Pfarrhof/heute Pfarrheim GstNr.: 203 Pfarrheim Prein an der Rax                                                                  |
| ja   | Datei hochladen | Straßenbrücke, Johannesbrücke HERIS-ID: 70731 Objekt-ID: 83855                                     | bei Erlangerplatz 4 Standort KG: Reichenau                                                        | 1897 von der Firma Pittel und Brausewetter erbaut, zweiachsig stichbogig unterwölbt über Stirnpfeiler mit Fertigteilbetonbrüstung, Anfahrten mit Schmiedeeisengeländer und Laternen flankiert | BDA-Hist.: Q38125745 Status: § 2a Stand der BDA-Liste: 2025-06-30 Name: Straßenbrücke, Johannesbrücke GstNr.: 492/1; 500/3;                                                                                    |
| ja   | Datei hochladen | Friedhof HERIS-ID: 70730 Objekt-ID: 83854                                                          | Haaberg 2 Standort KG: Reichenau                                                                  | 1908 angelegt, Portalanlage mit reichem Schmiedeeisengitter zwischen Sichtziegelpfeilern bezeichnet 1907, ehemalige Gruftkapelle für Albert Gessmann, u. a. Grabstätte von Franz Schalk. | BDA-Hist.: Q38125734 Status: § 2a Stand der BDA-Liste: 2025-06-30 Name: Friedhof GstNr.: 463/2 Friedhof Reichenau an der Rax                                                                                   |
| ja   | Datei hochladen | Kurtheater Reichenau HERIS-ID: 50462 Objekt-ID: 55468                                              | Hauptstraße 28 Standort KG: Reichenau                                                             | 1926 Umbau einer ehemaligen Holzschleife der Familie Waissnix von 1867/68 durch Alexander Seebacher, Innengestaltung Heinrich Schopper, seit 1988 Festspieltheater, 1990/91 Errichtung der Hinterbühne, 1994/95 Renovierung und Ausbau des Zuschauerraumes, symmetrischer Baukörper unter Satteldach mit übergiebeltem Risalit, straßenseitig Terrasse | BDA-Hist.: Q38040259 Status: § 2a Stand der BDA-Liste: 2025-06-30 Name: Kurtheater Reichenau GstNr.: 107/1 Kurtheater Reichenau                                                                                |
| ja   | Datei hochladen | Rathaus HERIS-ID: 70553 Objekt-ID: 83673                                                           | Hauptstraße 63 Standort KG: Reichenau                                                             | 1861 erbaut, 1893/94 von Moritz Hinträger erweitert, 1950 Veränderungen durch Umbau, strenghistoristischer Bau mit polygonalem Uhrenaufsatz | BDA-Hist.: Q38125365 Status: § 2a Stand der BDA-Liste: 2025-06-30 Name: Rathaus GstNr.: .76 Rathaus Reichenau an der Rax                                                                                       |
| ja   | Datei hochladen | Fußgängerbrücke HERIS-ID: 70734 Objekt-ID: 83858                                                   | bei Hauptstraße 72 Standort KG: Reichenau                                                         | 1902 erbaut, 1991 von Hirschwang übertragen, Eisenfachwerkskonstruktion mit segmentbogenförmigem Obergurt, beiderseits Laternen über Podesten | BDA-Hist.: Q38125757 Status: § 2a Stand der BDA-Liste: 2025-06-30 Name: Fußgängerbrücke GstNr.: 514/4, 491/6, 488/2                                                                                            |
| ja   | Datei hochladen | Einstiegshäuschen der 1. Wiener Hochquellenwasserleitung HERIS-ID: 70743 Objekt-ID: 83867          | vor Jägerzeile 8 Standort KG: Reichenau                                                           | Die I. Wiener Hochquellenwasserleitung ist ein Teil der Wiener Wasserversorgung und war die erste Versorgung von Wien mit einwandfreiem Trinkwasser. Nach vierjähriger Bauzeit wurde die 95 Kilometer lange Leitung am 24. Oktober 1873 eröffnet. Das Einstiegshäuschen trägt die Nummer 3. | BDA-Hist.: Q64765515 Status: § 2a Stand der BDA-Liste: 2025-06-30 Name: Einstiegshäuschen der 1. Wiener Hochquellwasserleitung GstNr.: 424/10 I. Wiener Hochquellenwasserleitung (Reichenau an der Rax)        |
| ja   | Datei hochladen | Musikpavillon HERIS-ID: 70707 Objekt-ID: 83831                                                     | in der Nähe Friedrich Zach-Gasse 12 Standort KG: Reichenau                                        | ehem. Wandelhalle, erbaut 1903 von Carl Weinzettel, in Arkaden geöffneter Holzständerbau mit reichem Laubsägewerk | BDA-Hist.: Q38125692 Status: § 2a Stand der BDA-Liste: 2025-06-30 Name: Musikpavillon GstNr.: 116/1 Musikpavillon Reichenau an der Rax                                                                         |
| ja   | Datei hochladen | Fußgängerbrücke im Lenaupark HERIS-ID: 70708 Objekt-ID: 83832                                      | in der Nähe Friedrich Zach-Gasse 12 Standort KG: Reichenau                                        | bezeichnet 1904, segmentbogenunterwölbt mit Eisengeländer | BDA-Hist.: Q38125695 Status: § 2a Stand der BDA-Liste: 2025-06-30 Name: Fußgängerbrücke im Lenaupark GstNr.: 115/2 Fußgängerbrücke (Kurpark Reichenau an der Rax)                                              |
| ja   | Datei hochladen | Kath. Pfarrkirche hl. Barbara HERIS-ID: 50464 Objekt-ID: 55470                                     | Abt Balthasar-Straße 2 Standort KG: Reichenau                                                     | 1843/46 als Werkskirche für die Bergarbeiter, nach überarbeitetem Entwurf von Wenzel Bartak durch Peter von Nobile, von Michael Zeura erbaut, Auftraggeber k.k. Innerberger Hauptgewerkschaft Eisenerz, 1846 geweiht, seit 1908 selbständige Pfarre, vorher Filiale von Payerbach, blockhafter spätklassizistischer Saalbau mit Fassadendachreiter im kubischen Stil. | BDA-Hist.: Q38040278 Status: § 2a Stand der BDA-Liste: 2025-06-30 Name: Kath. Pfarrkirche hl. Barbara GstNr.: 120/2 Saint Barbara Church (Reichenau an der Rax)                                                |
| ja   | Datei hochladen | Anlage Schloss Reichenau HERIS-ID: 111228 Objekt-ID: 129019                                        | Schloßplatz 3, 5, 7, 9, 11a+b, 15 Standort KG: Reichenau                                          | Eine dreiflügelige Anlage mit mächtigem Eckturm im Nordwesten. 1829/30 wurde nach Plänen von Jacob Aigner das Schloss prägend umgebaut und Zubauten errichtet. Unter anderem wurde der dominierende Eingangstrakt im Süden unter Belassung der Fundamente neu errichtet. | BDA-Hist.: Q1253195 Status: Bescheid Stand der BDA-Liste: 2025-06-30 Name: Anlage Schloss Reichenau GstNr.: 424/1, 424/8, 424/9, 431/1, .7/7, 431/2 Schloss Reichenau (Lower Austria)                          |
| ja   | Datei hochladen | Villa Bergfried/vormals Jacobson HERIS-ID: 70631 Objekt-ID: 83753                                  | Schneebergweg 14 Standort KG: Reichenau                                                           | 1873/74 von Heinrich Ferstel erbaut, streng strukturierter Bau mit Schopfwalmdach, Obergeschoße in Fachwerk, seitliche Holzveranda über Pfeilerarkaden | BDA-Hist.: Q38125569 Status: Bescheid Stand der BDA-Liste: 2025-06-30 Name: Villa Bergfried/vormals Jacobson GstNr.: .99, 355/3                                                                                |
| ja   | Datei hochladen | Forsthaus, ehem. Waldhütte HERIS-ID: 70632 Objekt-ID: 83754                                        | Schneebergweg 20 Standort KG: Reichenau                                                           | Das Gebäude wurde 1904 von Carl Postl für Friedrich Schauta erbaut, der kleine Blockbau alpenländischen Charakters unter einem Satteldach mit Glockenständer dient heute als Forsthaus der Gemeinde Wien. | BDA-Hist.: Q38125578 Status: § 2a Stand der BDA-Liste: 2025-06-30 Name: Forsthaus, ehem. Waldhütte GstNr.: .173 Villa Waldhütte (Reichenau an der Rax)                                                         |
| ja   | Datei hochladen | Volksschule HERIS-ID: 50463 Objekt-ID: 55469                                                       | Schulgasse 23 Standort KG: Reichenau                                                              | 1888/89 von Moritz und Karl Hinträger durch Heinrich und Franz Glaser erbaut, Turnsaal 1912 von Alois Seebacher in Formen des Heimatstils erbaut, sog. Bader-Waißnix-Saal, nach 1992 stark reduziert | BDA-Hist.: Q38040271 Status: § 2a Stand der BDA-Liste: 2025-06-30 Name: Volksschule GstNr.: .128 |
| ja   | Datei hochladen | Sisi-Schloss Rudolfsvilla mit Wandbrunnen und Innenhof HERIS-ID: 67516seit 2021                    | Thalhofstraße 6 Standort KG: Reichenau                                                            | Die schlossartige frühhistoristische Villa mit Einflüssen der Tudor-Gotik wurde 1856/57 von Anton Hefft errichtet. Sie wurde einige Jahre später an das Kaiserhaus vermietet und war der bevorzugte Sommerfrischeaufenthalt von Kronprinz Rudolf. Im Hof befindet sich ein Marmorwandbrunnen mit von Putti getragenen Muschelschalen und Masken als Wasserspeier. | BDA-Hist.: Q56285037 Status: Bescheid Stand der BDA-Liste: 2025-06-30 Name: Sisi-Schloss Rudolfsvilla mit Wandbrunnen und Innenhof GstNr.: .46 Rudolfsvilla                                                    |
| ja   | Datei hochladen | Kurhaus Thalhof HERIS-ID: 10895 Objekt-ID: 6960                                                    | Thalhofstraße 23 Standort KG: Reichenau                                                           | urkundlich 1652, im Kern aus dem Ende des 17. Jahrhunderts, in der 2. Hälfte des 19. Jahrhunderts sukzessive erweitert (u. a. 1864, 1871/73, 1882, 1890), 1785 im Besitz von Joseph Polleros (Ausschankrecht), ab 1810 Familie Waißnix (1823 Tavernenrecht), bereits im Biedermeier beliebter Gastbetrieb (Franz Joseph I. während der Jagdsaison), heute Kurhotel, unregelmäßige teils zusammenhängende Gebäudegruppe mit drei Hauptbauten | BDA-Hist.: Q15117830 Status: Bescheid Stand der BDA-Liste: 2025-06-30 Name: Kurhaus Thalhof GstNr.: .41/1 Kurhaus Thalhof, Reichenau an der Rax                                                                |
| ja   | Datei hochladen | Pfarrhof, ehem. Doringer-Villa HERIS-ID: 70747 Objekt-ID: 83872                                    | Thalhofstraße 4 Standort KG: Reichenau                                                            | 1884 erbaut, seit 1925 Pfarrhof, zweigeschoßiger Bau mit Satteldach | BDA-Hist.: Q38125808 Status: § 2a Stand der BDA-Liste: 2025-06-30 Name: Pfarrhof, ehem. Doringer-Villa GstNr.: .145                                                                                            |
| ja   | Datei hochladen | Schlossanlage/Villa Wartholz HERIS-ID: 70444 Objekt-ID: 83560                                      | Wartholzstraße 14 Standort KG: Reichenau                                                          | 1870–1872 von Heinrich Missong nach einem Entwurf von Heinrich Ferstel im Auftrag von Erzherzog Karl Ludwig erbaut. 1916–1918 Sommerresidenz von Kaiser Karl I. Schlossartige, strenghistoristische Villenanlage im Neorenaissance-Stil. Weitläufige Parkanlage und freistehende Nebengebäude. zwei- bis dreigeschoßiges Gebäude mit fünfgeschoßigem Turm. | BDA-Hist.: Q876743 Status: Bescheid Stand der BDA-Liste: 2025-06-30 Name: Schlossanlage/Villa Wartholz GstNr.: 6/1 Villa Wartholz                                                                              |
| ja   | Datei hochladen | Holzriese HERIS-ID: 70744 Objekt-ID: 83868                                                         | Standort KG: Reichenau                                                                            | Die Holzriese in der Eng scheint urkundlich erstmals 1343 als „Feicht Rießen“ auf. 1784 wurde in einem Vertrag zwischen dem Stift Neuberg und der Hofkammer im Münz- und Bergwesen der Bau einer neuen Riese festgehalten, die noch 1784/85 unter Leitung der Brüder Johann und Georg Hubmer, bedeutenden Konstrukteuren von Holzbringungsanlagen, errichtet wurde. Die Gesamtlänge betrug 7 km in zwei Ästen, der Krummbachriese und der Lackerbodenriese, die sich kurz vor der Eng vereinigten, womit die Holzriese vom Gahns durch den Eng-Graben nach Reichenau führte. 1941 kaufte die Gemeinde Wien das Areal vom Grafen Hoyos, 1950 wurde die Riese letztmals instand gesetzt und 1963 stillgelegt. Über weite Strecken sind noch stark verfallene Reste der Riese erhalten. Ein 50 Meter langer Abschnitt wurde 1981 vom Forstamt der Stadt Wien rekonstruiert. Anmerkung: Standortangabe bezieht sich auf den 1981 rekonstruierten Teil. | BDA-Hist.: Q38125789 Status: § 2a Stand der BDA-Liste: 2025-06-30 Name: Klause GstNr.: 341/1 |
| ja   | Datei hochladen | Teil der 1. Wiener Hochquellenleitung HERIS-ID: 111363 Objekt-ID: 129179                           | Standort KG: Reichenau                                                                            | Die I. Wiener Hochquellenwasserleitung ist ein Teil der Wiener Wasserversorgung und war die erste Versorgung von Wien mit einwandfreiem Trinkwasser. Nach vierjähriger Bauzeit wurde die 95 Kilometer lange Leitung am 24. Oktober 1873 eröffnet. | BDA-Hist.: Q64765564 Status: Bescheid Stand der BDA-Liste: 2025-06-30 Name: Teil der 1. Wiener Hochquellenleitung GstNr.: 424/10 I. Wiener Hochquellenwasserleitung (Reichenau an der Rax)                     |